# Kasteel van Kwabeek

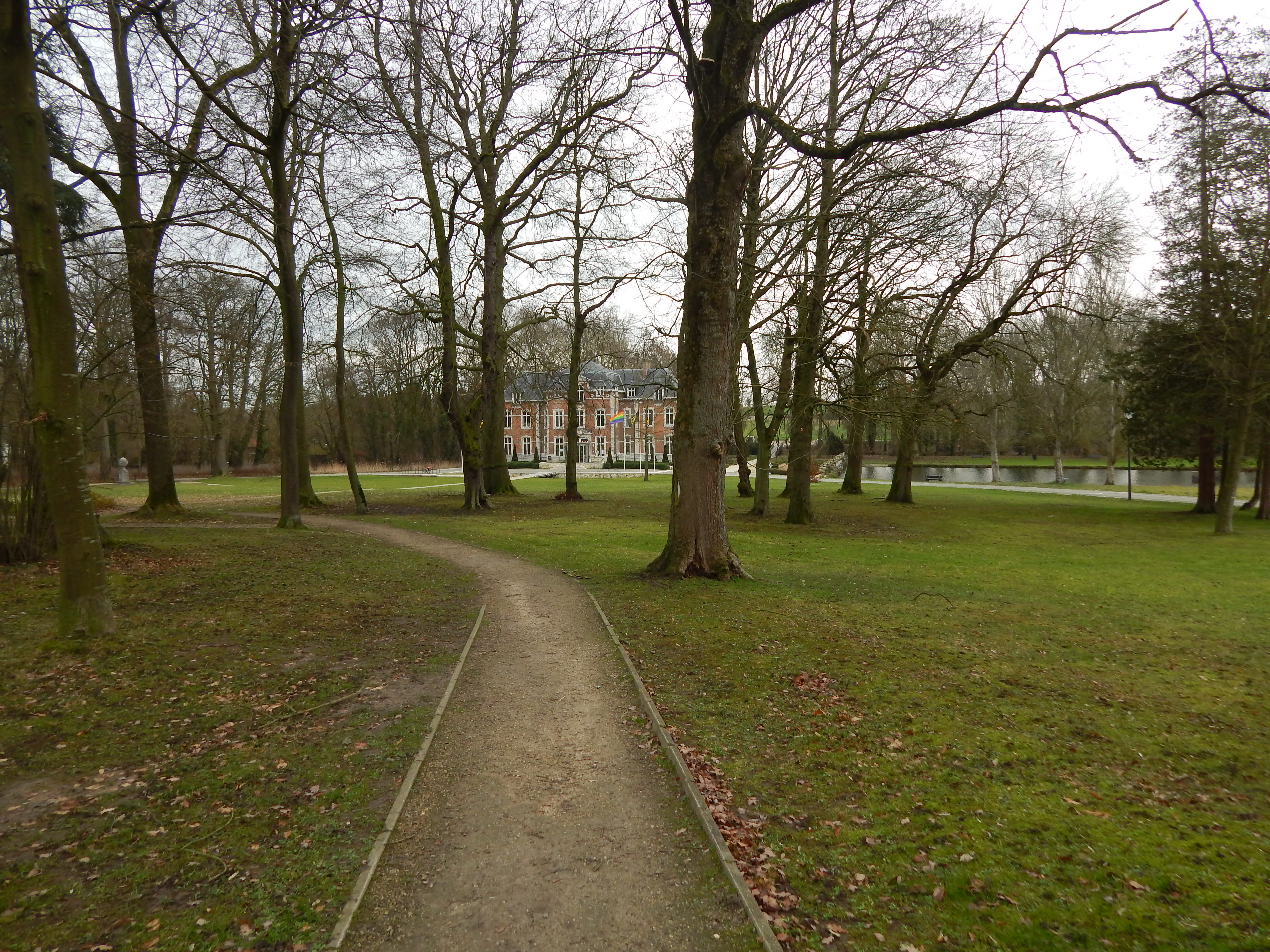
Gezicht op het kasteel van Kwabeek, het park en de vijver

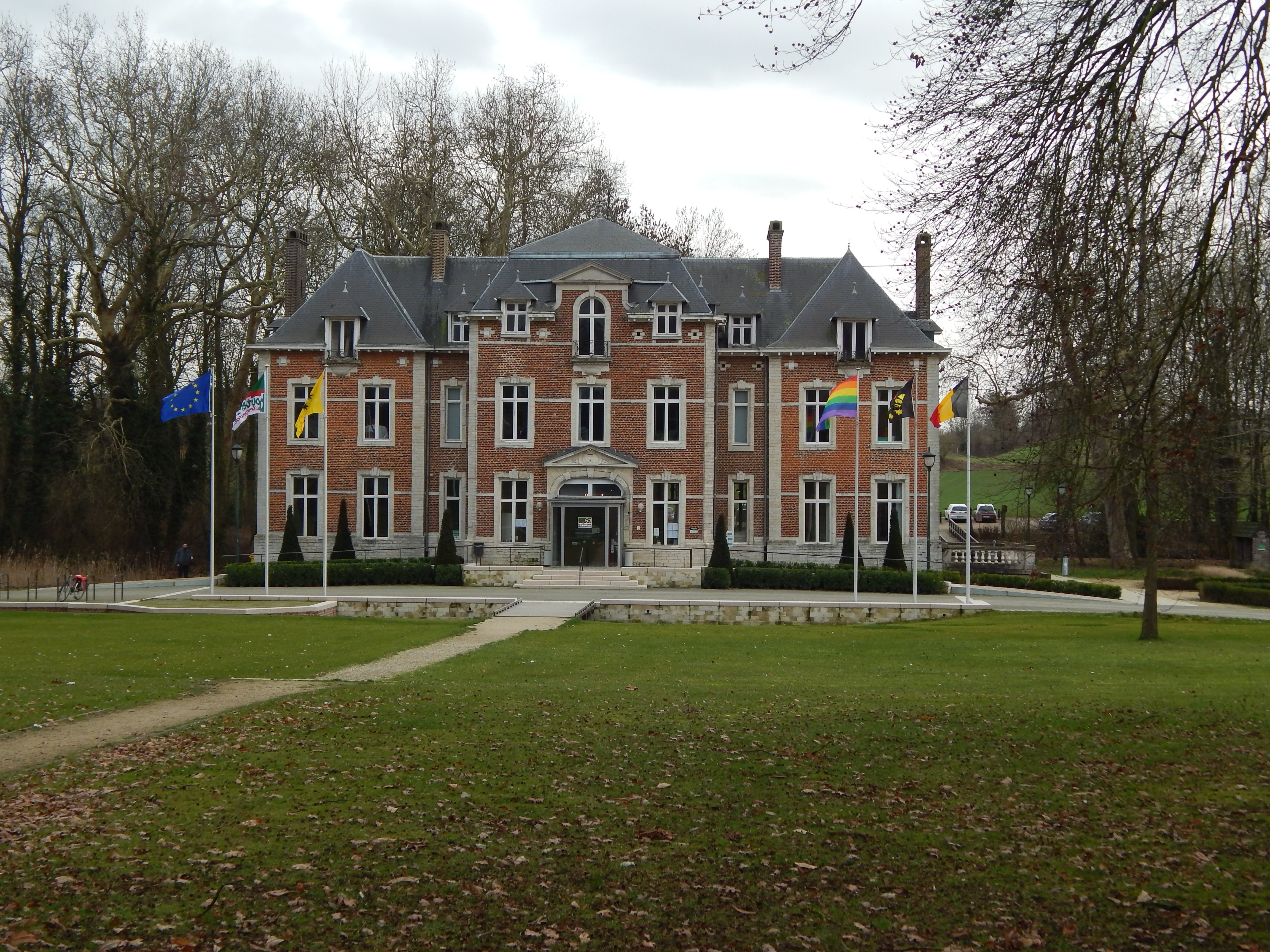
Vooraangezicht kasteel van Kwabeek

Het Kasteel van Kwabeek ligt aan de Velpe in Vertrijk, een deelgemeente van Boutersem in het uiterste zuiden van het Hageland. De eerste verwijzingen naar het kasteel komen uit de veertiende eeuw. Het was destijds een leengoed van het hertogdom Brabant. In 1980 kwam het in handen van het gemeentebestuur van Boutersem en sindsdien functioneert het als gemeentehuis.

## Etymologie
De heren van Wezemaal waren leden van een belangrijke adellijke familie in het hertogdom Brabant tijdens de middeleeuwen. Ze bezaten onder andere een gebouw met de naam ‘heerlijkheid Quabeecke’, later bekend als de Kaaibeekhoeve. Godfried van Wesemael, bijgenaamd ter Quabeeck, heer van l'Ecluse (Sluizen) huwde met Maria van Verteke (Vertrijk) Zo kwam hij in bezit van de woontoren, de molen en de pachthoeve te Vertrijk. Hier komt de oude naam ‘Ter Sluizen’ vandaan, alsook de naam pachthof van Quabeeck.

## Geschiedenis

### Ontstaan
In Vertrijk zijn diverse sporen te vinden van een Romeinse nederzetting met de naam Vertacum. De oude villa’s groeiden vermoedelijk uit tot een aantal hoeves. Het zou kunnen dat een van deze hoeves de basis vormde voor het latere kasteel. Het gebied werd in leen gegeven aan een van de zeven geslachten van Leuven, namelijk de Van Rode’s. Deze kregen de bijnaam ‘Van Verteke’.

### Van Montenaken
De broers Jan en Godfried van Montenaken vestigden zich in de buurt. Uit documenten uit 1374 blijkt dat de heren de cijnsgoederen in Vertrijk pachtten. Na aandringen van de abt van Affligem droegen ze het landgoed in 1377 over aan Godfried van Montenaken. In de aktes duikt vanaf dan de officiële naam ‘Ter Sluizen’ op.

### Van Tudekem
Philips Van Tudekem (de oude) kocht de cijnsrechten en molenrechten van de Abdij van Affligem. Zijn zoon ridder Philips van Tudekem (de jonge) erfde de rechten van zijn vader en was in 1405 en 1406 alleszins pachter van de molen van Ter Sluizen.

### Jan Van Borchoven
In 1428 kwam het kasteel in handen van Jan Van Borchoven. Deze maakte schulden en moest het kasteel doorgeven aan zijn schuldenaar, de heer Bartholomeus Van der Ee.

### Van der Ee
Rond 1496 verkreeg Bartholomeus Van der Ee het kasteel van Kwabeek door de schulden van de vorige eigenaar. Het goed bleef vele generaties in handen van de familie Van der Ee. Na Bartholomeus erfde zijn zoon Jan Van der Ee in 1505 het domein.

### Vanhouthem
Na de dood van Jan Van der Ee werd het kasteel van Kwabeek eigendom van zijn neef, Jan van Houthem.

### Gasparini
De neef van Jan Van Houthem, Octavio Gasparini erfde het kasteel na het overlijden van Jan in 1587. Onder zijn bewind zou het kasteel van Kwabeek in 1630 verheven worden tot een burggraafschap, door zijn strategische ligging en ouderdom. Octavio mocht zich vanaf dan burggraaf van Quebeeck en heer van Vertrijk noemen.

### Bosch
In 1668 verkochten de kinderen van Octavio Gasparini het kasteel aan Pierre Bosch om aan een schuld te voldoen.

### De Kerpen
Pierre Bosch stierf in 1698. Zijn dochter en schoonzoon, Catherina Bosch en Dominique de Kerpen woonden daarna vermoedelijk tijdelijk in het kasteel.

### Goupy
Heer Jozef Goupy kocht het domein in 1710 over van weduwe Catherina Bosch. Jozef was gehuwd met een naaste verwante van de familie de Kerpen. Verschillende familieleden van Goupy speelden een belangrijke rol in het postwezen van die tijd. Jozef Goupy werd in 1731 in de adelstand verheven door keizer Karel VI. Hij overleed ten gevolge van een hartstilstand in 1735. Zijn zoon, Jozef-Jacques Goupy, werd door dezelfde keizer in 1738 in de adelstand verheven tot burggraaf van Quabeck. Deze titel was erfelijk en overdraagbaar op alle afstammelingen. Omstreeks 1750 liet de familie verfraaiingswerken uitvoeren en een Franse parktuin aanleggen. In 1770 is Jozef-Jacques verplicht om een gedeelte van zijn eigendommen te verkopen maar de belangrijkste delen van het domein bleven behouden. François Goupy erfde het kasteel van zijn vader in 1784 en liet in 1789 de feodale attributen zoals de toren en ophaalbrug weghalen. Door de Franse Rrevolutie vluchtte de familie Goupy in 1794 naar Wenen. Het kasteel werd geplunderd door de Franse troepen en wat nog heel bleef, werd openbaar verkocht. Het kasteel zou 16 jaar blijven leegstaan tijdens hun afwezigheid.

### De Wouters d’Oplinter Bouchout
Uiteindelijk kocht Alexander Goupy het domein over van zijn ouders in 1810, maar verkocht het in 1813 door aan ridder Philippe de Wouters d’Oplinter Bouchout.
Na de dood van zijn vader erfde Ridder Auguste de Wouters d’Oplinter het kasteel. Na enkele jaren wisselde hij het om met zijn broer Leon, die in het bezit was van het kasteel van Roosbeek door zijn huwelijk. Leon kwam wonen in het kasteel van Kwabeek. Bij het overlijden van Leon verkreeg zijn oudste broer Alphonse alle rechten op het domein. Hij kwam hier zelf wonen en bracht verschillende renovaties en verbeteringen aan. Zijn zoon Lambert had echter geen interesse in het kasteel en verkocht het later dan ook door.

### De Liedekerke
Graaf Robert de Liedekerke kocht het kasteel in 1893, maar overleed reeds 10 jaar later. In deze tijd liet ook hij een aantal verbeteringen uitvoeren waardoor het kasteel een neo-renaissance-uiterlijk kreeg.

### Jacmart
De familie Jacmart kocht het kasteel in 1903. In 1914 plunderden de Duitse troepen het kasteel en het bleef daarna tot 1922 onbewoond.

### Ernst de Bunswyck
In 1922 kocht baron Antoine Ernst de Bunswyck, secretaris-generaal van het ministerie van justitie, het kasteel over. Hij liet de nodige herstellingen uitvoeren, bouwde aan de achterzijde een dienstvleugel in dezelfde stijl als de rest van het gebouw en legde een terras aan langs de vijverzijde. Dit is hoe het kasteel er anno 2019 ongeveer uitziet. Zijn dochter, Thérèse, zou de laatste privé-eigenares van het kasteel worden.

## Uitzicht van het domein door de jaren heen

### 17de eeuw
Op de eerste schematische afbeelding die dateert van het jaar 1654 was het kasteel van Kwabeek een gesloten complex met een toren. Oorspronkelijk was het een hooghof-neerhof met een watermolen en molenvijver. Het kasteel werd het hooghof en de boerderij het neerhof genoemd.

### 18de eeuw
De kern van het huidige gebouw zou dateren van 1718. Het goed was destijds in handen van familie Goupy.
Op de Ferrariskaart (1771-1775) is dan weer te zien dat het kasteel een zeer complexe geometrische aanleg had. Naast een vijver en een bos omvatte het domein ook een groot perceel met rasterpatroon dat vermoedelijk dienst deed als parterre de broderie of moestuin. Aan de rand van dit perceel bevond zich een gebouwtje, volgens de reconstructietekening van Pierre en Jaques Halflants een paviljoen of gloriëtte.
Het domein draait rond drie delen: een met water omgeven kasteelmotte, een watermolen en het neerhof. De rechtgetrokken Velpe loopt dwars door het domein. Evenwijdig aan de Velpe ligt een grote rechthoekige, langgerekte vijver. Het aanliggende bos heet het Sterrenbos. Deze naam komt door het feit dat het wegennet er de vorm van een zespuntige ster vormde.
Het kasteel was omgeven door boomgaarden, zo bevond er zich op de weg van Vertrijk naar Neervelp een zeer grote boomgaard en aan de andere zijde van het Sterrenbos een iets kleinere.
Naast de rechthoekige vijver was het domein ook voorzien van een kleinere, driehoekige vijver die zich bevond op de rechteroever van de Velpe. Deze vijver fungeerde vermoedelijk als molenvijver of wachtkom voor de watermolen.
Ten slotte was er nog een derde bosperceel dat zowel met het Sterrenbos als de grote boomgaard verbonden was door middel van een doorlopende dreef.

### 19de eeuw
Toen het domein in handen was van de de Wouters gebeurden er rond 1815 heel wat aanpassingen. Onder andere de slotgracht omheen de kasteelmotte vormde geen gesloten kring meer, maar had de vorm van een L. Er werd namelijk acht meter van de slotgracht opgevuld, ter hoogte van waar vroeger de ophaalbrug was. Alle onderdelen van het domein hadden echter hun rechtlijnige-geometrische hoekigheid behouden en waren netjes van elkaar gescheiden.
Tussen de jaren 1830 en 1835 werd het park heraangelegd in een vroeg-landschappelijke stijl. De rechtlijnige geometrische patronen en omkadering werden ook toen behouden.
In 1846 werden in de eerder rechtgetrokken Velpe twee bochten aangelegd. Van de slotgracht bleven enkel drie kleine vijvertjes over. De golvende contouren, verbredingen en plotse vernauwingen van het domein zijn typisch voor domeinen in de vroeglandschappelijke fase.
Rond 1864 werd er een supplementaire vleugel bijgebouwd aan de linkerzijde van het kasteel.
In 1872 werd een deel van de hoeve omgebouwd tot koetshuis. Naast de hoeve werd een bakhuis gebouwd.
In 1882 werden een paviljoen en broeikas gebouwd. Onder het paviljoen bevindt zich een groentenkelder. In dezelfde periode werd in het Sterrenbos ook de ijskelder aangelegd.
Omstreeks 1893 werd het kasteel grondig verbouwd. Tot dan toe was het kasteel een tweelaags bakstenen gebouw met zandstenenplint en rechthoekige vensters, een leien zadeldak deze strakke classiciserende stijl is nog te zien aan de achterzijde van het gebouw.
De linkervleugel werd destijds vervangen door een hoekrisaliet, zoals het aan de rechterzijde al langer was. Tegen de voorgevel werd een middenrisaliet gebouwd met trapgevel en hoog schilddak. Ook de geometrische tuin en een groot perceel bouwland werd tot één groot perceel versmolten en vanaf dan lusthof genoemd.
Heel het domein werd in 1900 nogmaals heraangelegd in een laat-landschappelijke stijl.

### 20ste eeuw
In 1914 werd het kasteel geplunderd door Duitse troepen. In 1922 liet baron Antoine Ernst de Bunswyck herstellingswerken uitvoeren dat tot het uitzicht van 1980 leidden. Het middenrisaliet van de voorgevel kreeg een mansardedak. De trapgevel werd vervangen door een balkonvenster. Aan de westgevel werd een venster tot deur omgebouwd en werd een terras aangelegd.
De verlandschappelijking van 1900 werd gedeeltelijk teruggeschroefd door een geometrisch-symmetrisch concept.

## Moord 1979
Op oudejaarsavond 1979 werd de toenmalige eigenares jkvr. Thérèse Ernst de Bunswyck vermoord. Ze werd geboren op 22 december 1920 en erfde het kasteel van haar ouders in 1945. Zij verbleef echter meestal op een appartement in Brussel en kwam slechts sporadisch langs op het kasteel.
Rond 1970, na een zwaar ongeval met de wagen in Zwitserland, kwam zij terug in het kasteel wonen. Tijdens dit ongeval was ze gewond geraakt aan het hoofd. Dit had ernstige gevolgen en vanaf toen leefde ze een teruggetrokken bestaan. Ze besteedde weinig aandacht aan het beheer van het kasteel en het park, waardoor het verkrotte. Een paar dagen na nieuwjaar merkte de postbode dat de brievenbus al enkele dagen niet geleegd was. Hij ging samen met de rijkswachter op zoek naar haar en ze vonden haar terug op een bed. Ze was vermoord met 12 tot 15 steken in de borst met een schroevendraaier. Enkele dagen later werd haar klusjesman gearresteerd. Hij werd echter ontoerekeningsvatbaar verklaard.

## Gemeentehuis
In 1980 verkochten de erfgenamen van de laatste eigenares het kasteel en het park, in totaal zo’n 133,5 hectare. De gemeente Boutersem besloot om een deel van het domein te kopen, met name lot 1, dat het kasteel en 6 hectare park en vijver omvatte. De andere 142 loten werden gekocht door privé-eigenaars.
Na de nodige renovatiewerken, werd hier het gemeentelijke administratieve centrum gevestigd. Ondertussen plant het gemeentebestuur de bouw van een nieuw gemeentehuis op een andere locatie maar het huidige gebouw wordt behouden voor ceremoniële diensten zoals huwelijken en vieringen.

## Plataan
Achter het kasteel staat een van de dikste meerstammige bomen van België. Hij heeft een stamomtrek van ongeveer 10 meter. Deze oosterse plataan (Platanus orientalis) werd geplant in 1810. In werkelijkheid werden er 5 bomen in dezelfde put geplant. Deze techniek heet bundelbomen en wordt vaker gebruikt om snel dikke bomen te verkrijgen in parken.